# 周燕玲
周燕玲，《南華早報》前首席法庭記者，2004年7月16日捲入先科案，在報章上披露一名廉政公署保護證人的身分，違反《證人保護條例》條例，事後香港廉政公署大舉搜查多間香港報館，消息哄動一時。
周燕玲後來離開任職10多年的《南華早報》，轉職做家庭主婦，並在案件中擔任特赦證人，在法庭披露大律師艾勤賢是一宗新聞的消息來源，艾勤賢最終被判入獄。她在法庭上承認，廉署當日為她錄取口供時，曾表明所有《南華早報》編輯部職員及記者均獲赦免起訴，條件是她與另一名採訪先科案的女同事要向廉署提供免責口供。
雖然協助廉署調查的記者不止周燕玲一人，但經調查後，只有周同意當特赦證人，其餘記者及報館並未有面對任何「不良」後果。
香港新聞行政人員協會時任主席關偉指，至今未有「行家」表示採訪或搜尋資料較以往困難，但艾勤賢因《南華早報》女記者周燕玲指證下而被判囚，對新聞界或多或少會有影響，外界對《南早》的信任程度亦會減低。當時任香港記者協會主席的張炳玲指，事件破壞記者與消息來源的關係。
但艾勤賢上訴至終審法院，獲判無罪。終院法官質疑周燕玲誤認證人，認為她所指的消息來源，一名吸煙的男人，並非艾勤賢，而她亦從其他消息來源取得相關資料。（FACC3-5/2009）

## 後續
香港立法會2000年審議《證人保護條例》時，曾有立法會議員提出記者為免因不小心報道而違例，可能會自我審查，影響新聞自由，但當局認為記者可按「合理辯解」作免責理由，隨後亦加入若就此起訴任何人時，須獲律政司司長同意的條文。